# Joaquín Bustamante y Quevedo
Joaquín Bustamante y Quevedo (Santa Cruz de Iguña, 1847-Santiago de Cuba, 1898) fue un militar e inventor español, fallecido en acto de servicio durante la Guerra Hispano-Estadounidense.

## Biografía
Ingresó en el Colegio Naval en 1859 a la edad de doce años. Participó en la Guerra Hispano-Sudamericana contra las Repúblicas de Chile, Perú y Bolivia, tomando parte con la fragata de hélice Resolución en la ocupación de las islas Chincha. Mientras estaba embarcado en la Goleta Covadonga, fue herido y hecho prisionero en el combate naval de Papudo que sostuvo con la corbeta chilena Esmeralda. Participó en la campaña de las Filipinas en 1872 al mando del cañonero Mindoro, en las operaciones de Joló y Tawi-Tawi, en los desembarcos de Zamboanga y Paticolo en 1876 y ataques a los pueblos de Parang y Mabun, siendo recompensado con el empleo de comandante de Infantería de Marina. 
Realizó el curso de torpedos en Cartagena, en 1888, inventó un tipo propio de torpedo eléctrico y otro fijo (mina Bustamante), que por Real Orden del 9 de mayo de 1885 fue declarada de uso uniforme en la Armada Española. Perteneció a la Junta de Examen del submarino Peral y reglamentó el servicio de torpedos. 
En 1898 fue nombrado jefe de Estado Mayor de la Escuadra del almirante Cervera. Propuso al almirante una salida nocturna escalonada para evitar la pérdida total de la escuadra, pero ésta fue desestimada. Desembarcó al mando de las columnas de desembarco, resultando herido el 1 de julio en la batalla de las Colinas de San Juan, cerca de Santiago de Cuba. Falleció pocos días después en el hospital militar de dicha plaza, recibiendo a título póstumo la Cruz Laureada de San Fernando. 
A solicitud de su viuda, se trasladaron sus restos a España en el crucero Conde de Venadito junto con los del almirante Cristóbal Colón. Descansa en el Panteón de Marinos Ilustres en San Fernando (Cádiz).